# Mercedes-Benz W31
Mercedes-Benz W31 Tip G4 este un automobil de teren, cu 3 osii, produs în Germania, de Mercedes-Benz. Inițial, acesta era destinat a fi un vehicul utilitar / de comandă pentru Wehrmacht, în 1934. Automobilele au fost proiectate deschise sau mașini tip salon, închise, și erau, cel mai adesea, folosite de conducătorii regimului nazist, în timpul paradelor sau al controalelor, întrucât erau considerate a fi prea scumpe pentru uzul general al armatei.

## Istoric

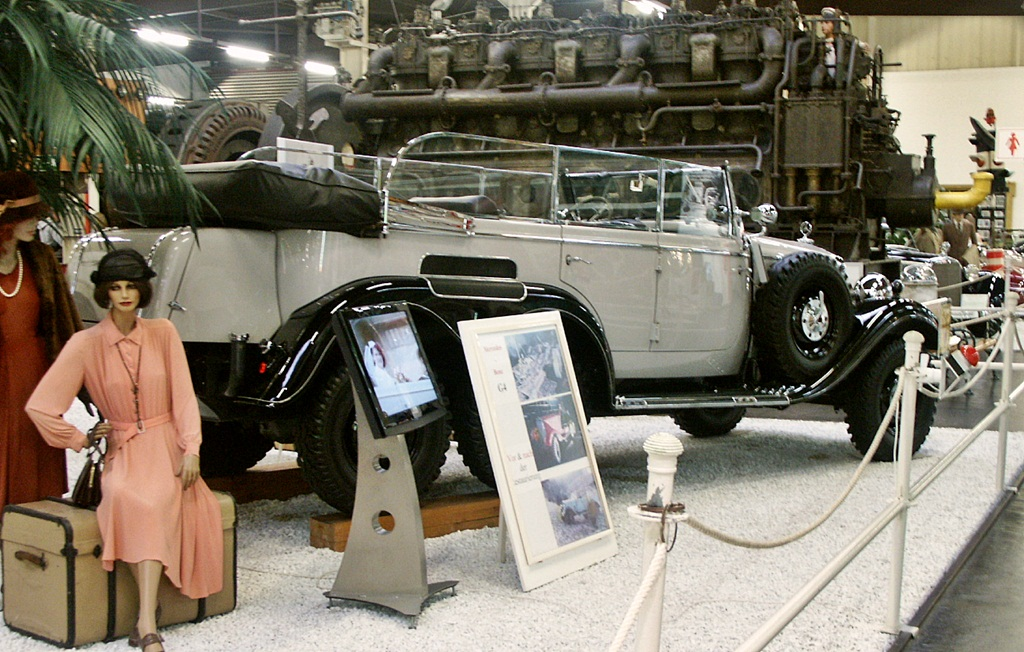
Mercedes Benz G-4 (1938) din spate

Modelul G4 era o versiune avansată a lui G1, care fusese lansat în 1926. În primii ani, toate automobilele erau dotate cu un motor cu 8 cilindri în serie, cu o capacitate de 5018 cc (306.2 in cu) și dezvoltau 100 PS (74 kW). Configurația era una tip 6x4, cu o transmisie cu 4 viteze (cu trepte superioare sincronizate), care transferau tracțiunea pe toate cele 4 roți din spate, prin diferențiale cu sistem auto-lock. Roțile din față nu erau angrenate în tracțiune. Roțile din spate erau montate pe doua osii solide, la o distanță de 950 milimetri (37 in), care erau suspendate pe arcuri cu foi semieliptice. 
Osia din față era rigidă și era susținută de arcuri semi-eliptice. Toate cele șase roți erau dotate cu sistem de frânare hidraulic, servo-asistat. Viteza maximă era de numai 67 km/h (42 mph), fiind limitată de tipologia specifică a cauciucurilor cu aderență pentru orice tip de teren. 
Doar 11 automobile au fost livrate către Wehrmacht. Mașina avea un cadru alungit, ceea ce conferea un spațiu interior destul de generos. Aceasta dispunea de 7 locuri confortabile, cu banchete (atât în partea din față, cât și în cea din spate) și două locuri separate de cotiere, în partea din mijloc a automobilului.

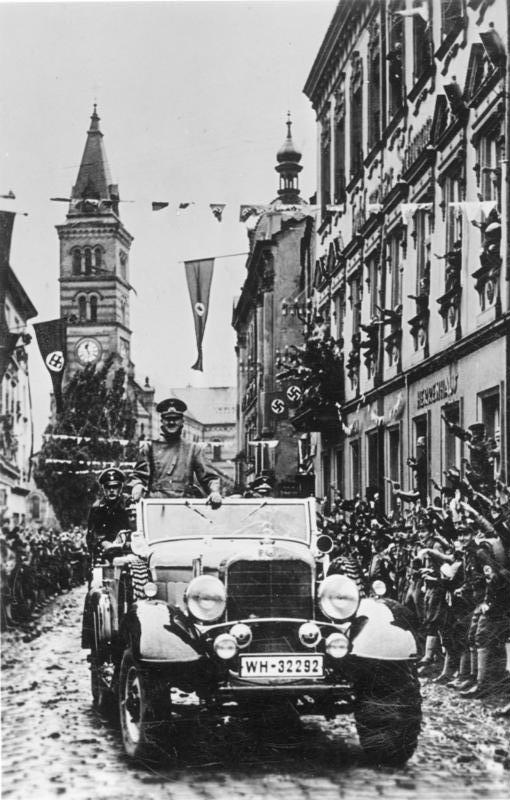
Adolf Hitler la o paradă în Kraslice, 4 octombrie 1938

Inițial, mașinile au fost livrate către SS, pentru a fi folosite de Hitler și ajutoarele sale, și aveau caroseriile vopsite în gri glasat, iar apărătoarele și pragurile erau vopsite cu negru lucios. Dar la finalul războiului, toate mașinile fuseseră vopsite în culori mate, nereflectorizante, sau camuflaj, conforme cu statutul lor militar. Multe dintre automobilele G4 care aparțineau înalților funcționari ai partidului erau dotate și cu proiectoare puternice în partea din spate, acestea fiind folosite pentru orbirea șoferilor care urmăreau mașinile îndeaproape, fără a fi autorizați pentru acest lucru.
Începând cu anul 1937, producătorul folosește un motor mai puternic, cu o capacitate de 5252 cc (320.5 in cu) și 115 PS (85 kW). Performațele atinse rămân însă aceleași. Între 1937 și 1938 s-au produs 16 astfel de mașini.
Începând cu anul 1938, Mercede-Benz folosește un motor mai puternic, cu o capacitate de 5401 cc (329.6 in cu) și 110 PS (81 kW). Acest model de automobile a fost utilizat de Adolf Hitler și angajații săi în paradele ce au marcat anexarea Austriei și Sudetenland . Au fost construite 30 de astfel de mașini, producția lor încheindu-se în anul 1939. 

## Prezent
Din cele 57 de autoturisme produse, cel puțin 3 s-au conservat în forma lor originală. Un automobil folosit în timpul anexării Cehoslovaciei și Austriei, în primele etape ale războiului, este expusă la Muzeul Sinsheim Auto & Technik.
După Al Doilea Război Mondial, acesta a fost modificat, fiind folosit ca mașină de pompieri, iar apoi a fost complet restaurat și donat muzeului. Un alt G4, care inițial a fost un cadou al lui Adolf Hitler pentru Generalissimo Franco, se află în colecția de automobile a Armatei Spaniole, și este expus în „Sala Histórica de la Guardia Real”, amplasată în zona El Pardo. Aceasta a fost restaurată de Centrul pentru Mașini Clasice al Mercedes-Benz, din Germania, pentru reprezentanța spaniolă a Mercedes-Benz, ca un dar pentru familia regală.
Bordul automobilului este dotat cu un medalion iluminat, cu imaginea Fecioarei Maria. Un al treilea exemplar se află la Hollywood. Acesta apare atât în genericul serialului Hogan’s Heroes, dar și în câteva scene ale acestuia, de obicei ca automobil utilitar, condus de “Generalul Burkhalter”, personaj interpretat de Leon Askin. A apărut și în alte filme de la Hollywood, în general cele cu tematică militară. 
În anul 2009, un colecționar de mașini clasice a scos la vânzare 3 exemplare de Mercedes-Benz W31, la prețul de 9 milioane de dolari.  Chiar dacă legătura acestor 3 mașini cu Adolf Hitler nu a fost demonstrată, printre ele se regăsesc un exemplar decapotabil albastru și unul acoperit, vopsit în gri glasat, precum cele construite special pentru Wehrmacht. O trăsătură specifică a automobilului decapotabil era posibilitatea de a plia scaunul din față pentru pasager, oferind ocupantului posibilitatea de a sta în picioare. 